# Mikkel Rask
Pour les articles homonymes, voir Rask.
Mikkel Rask, né le 22 juin 1983 à Randers au Danemark est un footballeur danois qui évolue au poste de défenseur central.

## Biographie
En janvier 2017, Mikkel Rask rejoint l'AGF Aarhus. Il signe un contrat d'un an et demi, soit jusqu'à l'été 2018. Le transfert est annoncé le 13 décembre 2016.

## Palmarès
- Viborg FF
  - Champion de deuxième division danoise en 2015.